# Juan Leturia
Juan Valerio Leturia Alvarado (Lima, Perú, 28 de enero de 1941) es un exfutbolista peruano. Jugó de mediocampista, siendo seleccionado desde la serie juvenil.

## Trayectoria
Su comienzo como futbolista fue en las divisiones inferiores de Alianza Lima apodado El flaco, debutó profesionalmente en 1962 saliendo bicampeón en 1963. 
Fue transferido en calidad de préstamo a clubes que militan en la Primera y Segunda División y Mariscal Sucre en 1965. Llegó a Sport Boys en 1966 donde disputó dos temporadas y se vio su mejor rendimiento defendiendo la camiseta de un club nacional.
En 1968 es transferido al CF Pachuca de México donde jugó al lado de su compatriota Ricardo Quiñonez. A mediados de 1972 regresó a Perú a Porvenir Miraflores en cuyo club jugó el último año antes de su retiro en 1973.

## Selección nacional
Fue internacional con la Selección de fútbol de Perú entre los años 1965 y 1966. Su estadística registra que jugó 2 partidos sin convertir goles.

## Clubes
| Club                | País   | Año         |
| ------------------- | ------ | ----------- |
| Alianza Lima        | Perú   | 1962 - 1963 |
| Mariscal Sucre      | Perú   | 1965        |
| Sport Boys          | Perú   | 1966 - 1967 |
| CF Pachuca          | México | 1968 - 1971 |
| Porvenir Miraflores | Perú   | 1972 - 1973 |

## Palmarés

### Campeonatos nacionales
| Título           | Club         | País | Año  |
| ---------------- | ------------ | ---- | ---- |
| Primera División | Alianza Lima | Perú | 1962 |
| Primera División | Alianza Lima | Perú | 1963 |